# أنجيلا روز
أنجيلا روز (بالإنجليزية: Angela Rose) هي صانعة أفلام وثائقية أمريكية، ولدت في 1 سبتمبر 1978 في أوك بارك في الولايات المتحدة.